# Nội Hoàng (phường)
Nội Hoàng là một phường thuộc thành phố Bắc Giang, tỉnh Bắc Giang, Việt Nam.

## Địa lý
Phường Nội Hoàng có vị trí địa lý:
- Phía đông giáp phường Tiền Phong
- Phía tây giáp thị xã Việt Yên
- Phía nam giáp xã Yên Lư
- Phía bắc giáp phường Song Khê.

Phường Nội Hoàng có diện tích 7,64 km², dân số năm 2023 là 9.831 người, mật độ dân số đạt 1.286 người/km².

## Hành chính
Phường Nội Hoàng được chia thành 6 tổ dân phố: Chiền, Nội, Giá, Sy, Tiên Phong, Trung.

## Lịch sử
Trước năm 1945, xã Nội Hoàng thuộc tổng Phấn Sơn. Tổng Phấn Sơn bao gồm 4 xã: Nội Hoàng, Tân Liễu, Tiền Phong, Đồng Sơn.
Tháng 8 năm 1945, xã Mỹ Tục và xã Nội Hoàng thuộc huyện Yên Dũng.
Ngày 17 tháng 6 năm 1949, Ủy ban kháng chiến hành chính Liên khu 1 ban hành Quyết định số 361PC/2 về việc thành lập xã Mỹ Nội thuộc huyện Yên Dũng trên cơ sở xã Mỹ Tục và xã Nội Hoàng.
Tháng 3 năm 1955, chia xã Mỹ Nội thành xã Nội Hoàng và xã Tiền Phong.
Ngày 27 tháng 10 năm 1962, Quốc hội ban hành Nghị quyết về việc thành lập tỉnh Hà Bắc trên cơ sở tỉnh Bắc Giang và tỉnh Bắc Ninh. Khi đó, xã Nội Hoàng thuộc huyện Yên Dũng, tỉnh Hà Bắc.
Ngày 6 tháng 11 năm 1996, Quốc hội ban hành Nghị quyết về việc chia tỉnh Hà Bắc thành tỉnh Bắc Giang và tỉnh Bắc Ninh. Khi đó, xã Nội Hoàng thuộc huyện Yên Dũng, tỉnh Bắc Giang.
Tính đến ngày 31 tháng 12 năm 2023, xã Nội Hoàng có 7,64 km² diện tích tự nhiên, quy mô dân số là 9.831 người, mật độ dân số đạt 1.286 người/km² và 6 thôn: Chiền, Nội, Giá, Sy, Tiên Phong, Trung.
Ngày 28 tháng 9 năm 2024, Ủy ban Thường vụ Quốc hội ban hành Nghị quyết số 1191/NQ-UBTVQH15 về việc sắp xếp đơn vị hành chính cấp huyện, cấp xã của tỉnh Bắc Giang giai đoạn 2023 – 2025 (nghị quyết có hiệu lực từ ngày 1 tháng 1 năm 2025). Theo đó:
- Sáp nhập xã Nội Hoàng thuộc huyện Yên Dũng vào thành phố Bắc Giang quản lý.
- Thành lập phường Nội Hoàng thuộc thành phố Bắc Giang trên cơ sở toàn bộ 7,64 km² diện tích tự nhiên và quy mô dân số là 9.831 người của xã Nội Hoàng.